# 黄陵矿业铁路专用线
黄陵矿业铁路专用线位于陕西省延安市黄陵县境内，于1989年开工建设，1992年6月建成并投入试运营，与西延铁路秦家川站接轨，为黄陵煤矿1、2号竖井的煤炭外运专用线，长46.6千米。
该线路主为陕煤黄陵矿业集团有限责任公司下属的黄陵矿业铁路运输公司，该公司成立于1988年8月，位于陕西省黄陵县店头镇，现有职工540人，设有11个职能部室和7个生产段。
1999年该线路运量140多万吨，2004年淘汰蒸汽机车，2005年运量735万吨，单日最高接发编组列车已达到了15对，2009年运量已突破1000万吨。

## 线路
专用线东起西延铁路延安车务段的秦家川站（现名黄陵站），西至黄陵矿业集团二号煤矿的双龙站。专用线原设计为工业企业专用线I级，日接发编组列车10对，年运能600万吨。2004年后投入3亿元技术升级和扩能改造，2007年达到国铁II级标准，年运输能力2000万吨。现有内燃机车8台，其中5台DF4B型本务机，3台DF10DD型调车机。牵引定数4500吨。到发线有效才850米。设计速度70km/h，实际限速50km/h，个别地段限速40km/h。计算机连锁，单线半自动闭塞。
设5座车站，其中黄陵西站（原名黄陵站）为中间站；七里镇站为重空车交接编组站；李章河站、双龙站、红石岩站为装车站。
随着黄韩侯铁路兴建，配套建设黄陵南站（包西线）-下翟庄线路所-龙宫站（黄陵矿业铁路黄陵站至黄陵西站区间新建车站）联络线，其中黄陵南——下翟庄线路所为双线，下翟庄线路所——龙宫为单线。 